# Culicoides alazanicus
Culicoides alazanicus är en tvåvingeart som beskrevs av Dzhafarov 1961. Culicoides alazanicus ingår i släktet Culicoides och familjen svidknott. Inga underarter finns listade i Catalogue of Life.